# I sin afmagt møder Sch. Rembrandt
I sin afmagt møder Sch. Rembrandt er en dansk eksperimentalfilm fra 1993, der er instrueret af Carl Schenstrøm Nørrested.

## Handling
Dokumentarvideo om en af de sidste skiltemalere, der tegner grinende pølser og pizzaer - han kalder sig Rembrandt og arbejder i Kødbyen. Videoen er fremstillet i instruktørens værste leveår, og handler derfor mere om ham end om den egentlige hovedperson.